# Муллали, Сара
Са́ра Эли́забет Му́ллали (англ. Sarah Elisabeth Mullally, урождённая Баусер, англ. Bowser; род. 26 марта 1962, Великобритания) — женщина-епископ церкви Англии, епископ Лондона (с 8 марта 2018 года). Является первой женщиной, занявшей эту должность. С 1999 по 2004 год она была главным медицинским работником Англии и директором Национальной службы здравоохранения по работе с пациентами в Англии; с июля 2015 по 2018 год она была епископом Кредитона, епископом-суффраганом в епархии Эксетера.

## Биография
Будучи медсестрой, занимала в Министерстве здравоохранения Великобритании пост руководителя управления по работе со средним медицинским персоналом, проработав в общей сложности в Национальной службе здравоохранения (NHS) более 35 лет.
В 2001 году прошла диаконскую, а в 2002 священническую ординацию.
22 июля 2015 года епископом Джастином Уэлби была рукоположена в сан епископа. После рукоположения сохранила интерес к врачебному делу, занимая независимые посты в трастах Национальной системы здравоохранения и входя в попечительский совет университета King`s College London.
В 2017 году избрана первой женщиной-епископом Лондона и 18 декабря утверждена в должности королевой Великобритании Елизаветой II. В этой связи займет место в палате лордов британского парламента.
Имеет двоих детей. Хобби — гончарное дело.

## Награды
- Дама-командор Ордена Британской империи (2005, за заслуги в сфере акушерства и медсестринской работы)